# Samuel Bell

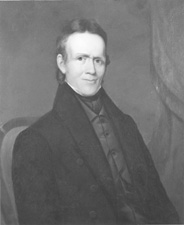
Samuel Bell

Samuel Bell, född 9 februari 1770 i Londonderry, New Hampshire, död 23 december 1850 i Chester, New Hampshire, var en amerikansk politiker och jurist. Han var guvernör i delstaten New Hampshire 1819-1823. Han representerade sedan New Hampshire i USA:s senat 1823-1835.
Bell utexaminerades 1793 från Dartmouth College. Han studerade sedan juridik och inledde 1796 sin karriär som advokat i Francestown. Han flyttade 1810 till Amherst och 1812 vidare till Chester.
Bell tjänstgjorde som domare i New Hampshires högsta domstol 1816-1819. Han efterträdde 1819 William Plumer som guvernör. Han efterträddes 1823 av Levi Woodbury.
Bell efterträdde 1823 David L. Morril i USA:s senat. Han var först demokrat-republikan och senare anhängare av John Quincy Adams. Han gick 1834 med i det nya Whigpartiet. Bell efterträddes 1835 som senator av Henry Hubbard.
Bell avled 1850 och gravsattes på Chester Village Cemetery i Chester. Brodern John Bell var guvernör i New Hampshire 1828–1829.